# 归州 (渤海国)
归州，渤海国的铁利府所领六州之一。
归州治所在今黑龙江省佳木斯市、七台河市附近。辽朝灭渤海，以渤海降户置归州，属辽东京道，后废。治所在今辽宁省盖州市熊岳城西南之归州城，为东京道所属观察使州，兵事隶南女直汤河司，下领归胜县。统和二十九年（1011年），辽圣宗伐高丽王朝，以渤海俘户复置。 